# Best of GRAPEVINE 1997-2012
『Best of GRAPEVINE 1997-2012』（ベスト・オブ・グレイプバイン 1997-2012）は、GRAPEVINEのベストアルバム。2012年9月19日にROCKER ROOMから発売された。

## 解説
バンドのメジャーデビュー15周年を記念してリリースされる初のベストアルバムである。なお、発売予定日の9月19日は、15年前にバンドのメジャーデビュー作であるミニアルバム『覚醒』が発売された日でもある。仮タイトルは『Very Best of GRAPEVINE』であった。
ベストアルバムのリリースは以前にも打診されていたが、「曲を選べないのでシングル集に（田中）」というメンバーの意向もあり、代わりにシングル集の『Chronology〜a young person's guide to Grapevine〜』が発売された経緯がある。本作もメンバーでは曲を選べないという理由から、バンドの楽曲のファン投票企画（後述）が行われ、選曲の参考になっている。
ジャケットのアートワークは、画家である五木田智央が手がけている。
本作は初回数量限定盤と通常盤の2種類で発売され、初回数量限定盤にはブックレットと、2003年に発売されたB面集『OUTCAST〜B-SIDES+RARERITIES〜』以降のシングルのカップリングを集めた「OUTCAST2.0」を、PLAYBUTTON形式で収録したものが付いてくる。このB面集について田中は「ベスト盤で伝わらないところが、かなりの確率で伝わるんじゃないでしょうか」とコメントしている。
2021年現在、ポニーキャニオン時代の作品は本作のみパッケージ盤のカタログとして残されている。
PLAYBUTTONの製造元がメモリーテックであるため、本作のCDプレスはメモリーテックにて行われた。

## 収録曲

### DISC 1
1. 覚醒 (作詞/作曲：田中和将)
1stミニアルバム『覚醒』収録曲。
2. 君を待つ間 (作詞：田中和将/作曲：亀井亨)
2ndシングル。
3. 遠くの君へ (作詞：田中和将/作曲：西川弘剛)
1stアルバム『退屈の花』収録曲。
4. 会いにいく (作詞：田中和将/作曲：亀井亨)
14thシングル。
5. ナツノヒカリ (作詞：田中和将/作曲：亀井亨)
12thシングル。
6. リトル・ガール・トリートメント (作詞：田中和将/作曲：西川弘剛)
3rdアルバム『Here』収録曲。
7. Our Song (作詞/作曲：田中和将)
9thシングル。
8. 望みの彼方 (作詞：田中和将/作曲：西川弘剛)
4thシングル「スロウ」カップリング。
9. here (作詞：田中和将/作曲：亀井亨)
3rdアルバム『Here』収録曲。
10. 白日 (作詞：田中和将/作曲：亀井亨)
3rdシングル。
11. スロウ (作詞：田中和将/作曲：亀井亨)
4thシングル。
12. アナザーワールド (作詞：田中和将/作曲：亀井亨)
5thアルバム『another sky』収録曲。
13. 風待ち (作詞：田中和将/作曲：亀井亨)
11thシングル。
14. 光について (作詞：田中和将/作曲：亀井亨)
5thシングル。
15. Everyman,everywhere (作詞：田中和将/作曲：亀井亨)
2ndミニアルバム『Everyman,everywhere』収録曲。

### DISC 2
1. 真昼の子供たち (作詞：田中和将/作曲：亀井亨)
11thアルバム『真昼のストレンジランド』収録曲。
2. Glare (作詞：田中和将/作曲：亀井亨)
9thアルバム『Sing』収録曲。
3. 放浪フリーク (作詞：田中和将/作曲：西川弘剛)
18thシングル。
4. Darlin' from hell (作詞：田中和将/作曲：亀井亨)
10thアルバム『TWANGS』収録曲。
5. RAKUEN (作詞：田中和将/作曲：亀井亨)
3rdミニアルバム『MISOGI EP』収録曲。
6. 小宇宙 (作詞：田中和将/作曲：西川弘剛)
10thアルバム『TWANGS』収録曲。
7. CORE (作詞：田中和将/作曲：亀井亨)
23rdシングル「CORE/wants」の1曲目。
8. GRAVEYARD (作詞：田中和将/作曲：亀井亨)
7thアルバム『déraciné』収録曲。
9. 指先 (作詞：田中和将/作曲：亀井亨)
20thシングル「指先/COME ON」の1曲目。
10. Silverado (作詞：田中和将/作曲：GRAPEVINE)
11thアルバム『真昼のストレンジランド』収録曲。
11. エレウテリア (作詞：田中和将/作曲：亀井亨)
21stシングル「超える」カップリング。
アルバム初収録曲。
12. 豚の皿 (作詞：田中和将/作曲：亀井亨)
6thアルバム『イデアの水槽』収録曲。
13. 超える (作詞：田中和将/作曲：GRAPEVINE)
21stシングル。
14. 棘に毒 (作詞：田中和将/作曲：亀井亨)
8thアルバム『From a smalltown』収録曲。
15. FLY (作詞：田中和将/作曲：GRAPEVINE)
19thシングル。

### OUTCAST2.0（初回数量限定盤：Special Box Setのみ）
『OUTCAST〜B-SIDES+RARERITIES〜』同様、アルバムに収録されたカップリング曲は収録されていない。
1. hiatus (作詞：田中和将/作曲：亀井亨)
24thシングル「疾走」カップリング。
2. 報道 (作詞/作曲：田中和将)
22ndシングル「ジュブナイル」カップリング。
3. 冥王星 (作詞：田中和将/作曲：GRAPEVINE)
22ndシングル「ジュブナイル」カップリング。
4. エレウテリア (作詞：田中和将/作曲：亀井亨)
5. エピゴーネン (作詞：田中和将/作曲：亀井亨)
19thシングル「FLY」カップリング。
6. 大脳機能日 (作詞：田中和将/作曲：亀井亨)
19thシングル「FLY」カップリング。
7. ポリゴンのクライスト (作詞：田中和将/作曲：亀井亨)
18thシングル「放浪フリーク」カップリング。
8. アダバナ (作詞/作曲：田中和将)
17thシングル（両A面）の2曲目。
9. リアリティ (作詞：田中和将/作曲：亀井亨)
16thシングル「BREAKTHROUGH」カップリング。
10. Sabbath (作詞：田中和将/作曲：亀井亨)
15thシングル「ぼくらなら」カップリング。
11. 太陽 (作詞：田中和将/作曲：西川弘剛)
14thシングル「会いにいく」カップリング。
12. It was raining (作詞/作曲：田中和将)
14thシングル「会いにいく」カップリング。

## 投票結果
本作の発売前である2012年7月16日から7月31日までの期間に、楽曲のファン投票が企画された。順位は1位から30位まで発表され、中間発表は7月23日に、最終結果は8月2日にそれぞれ発表された。
楽曲の投票は、発売当時の最新シングル「風の歌」までの、両A面を含む全29曲のシングルから3曲を選んで投票する「ビギナーズ・コース」と、シングル曲も含めたバンドの全オリジナル作品から5曲を選んで投票する「マスターズ・コース」の2つに分けて行われ、投票はホームページの特設サイトと、タワーレコード5店舗（渋谷店、新宿店、神戸店、大阪マルビル店、梅田NU茶屋町店）に設置された投票用紙を通じて行われた。
投票結果の順位はあくまでも選曲の参考として扱われたため、最終結果時に30位圏内に入っていた楽曲の中で、本作には収録されなかった楽曲も存在する。また、中間・最終結果とも30位圏外で、公式サイトなどで惜しくもランクインを逃したと紹介された楽曲に、「RAKUEN」、「それを魔法と呼ぶのなら」、「Sabbath」がある。
この企画と同時期に、バンド公式のYouTubeチャンネルにおいて、既に公開されていた「風の歌」、「アダバナ」を除く全シングル曲と「覚醒」のPVがフル音源で公開された。
| 最終結果時の順位 | 曲のタイトル                   | 中間発表時の順位 | ベスト未収録曲 |
| ---------------- | ------------------------------ | ---------------- | -------------- |
| 1                | 光について                     | 1                | -              |
| 2                | 望みの彼方                     | 2                | -              |
| 3                | Everyman,everywhere            | 3                | -              |
| 4                | スロウ                         | 4                | -              |
| 5                | アナザーワールド               | 5                | -              |
| 6                | Glare                          | 8                | -              |
| 7                | Our Song                       | 6                | -              |
| 8                | 君を待つ間                     | 14               | -              |
| 9                | 豚の皿                         | 7                | -              |
| 10               | 白日                           | 15               | -              |
| 11               | 指先                           | 11               | -              |
| 12               | エレウテリア                   | 9                | -              |
| 13               | 風待ち                         | 13               | -              |
| 14               | 遠くの君へ                     | 12               | -              |
| 15               | 棘に毒                         | 10               | -              |
| 16               | Here                           | 18               | -              |
| 17               | CORE                           | 16               | -              |
| 18               | リトル・ガール・トリートメント | 17               | -              |
| 19               | ジュブナイル                   | 圏外             | ●              |
| 20               | 真昼の子供たち                 | 19               | -              |
| 21               | Reverb                         | 21               | ●              |
| 22               | 放浪フリーク                   | 20               | -              |
| 23               | 超える                         | 23               | -              |
| 24               | 想うということ                 | 22               | ●              |
| 25               | ふれていたい                   | 24               | ●              |
| 26               | スレドニ・ヴァシュター         | 圏外             | ●              |
| 27               | lamb                           | 28               | ●              |
| 28               | Darlin' from hell              | 圏外             | -              |
| 29               | ぼくらなら                     | 27               | ●              |
| 30               | 羽根                           | 29（投票数同数） | ●              |
| 圏外             | Good bye my world              | 25               | ●              |
| 圏外             | FLY                            | 26               | -              |
| 圏外             | それでも                       | 29（投票数同数） | ●              |

## 公式サイト
- GRAPEVINE 15th ANNIVERSARY SPECIAL SITE